# Година
Година е орбиталният период от време на Земята, движеща се около Слънцето. За наблюдател на Земята това съответства на периода, необходим на Слънцето, за да завърши 1 обиколка през зодиака по протежение на еклиптиката.
Съществуват различни видове години за различни видове нужди. В астрономията широко се използват сидерична и тропическа година. Сидеричната е единица за време, определена като 365,256363 дни. а тропическата е средният интервал от време между 2 последователни преминавания на Слънцето през пролетната равноденствена точка.
Поради факта, че параметрите на орбитата на Земята и ориентацията на оста на въртене спрямо еклиптиката бавно се променят с течение на времето, определенията за година се отличават едно от друго. Ситуацията се усложнява, ако определението се обвърже с денонощното въртене на Земята относно Слънцето (слънчев календар), или на взаимното положение на Слънцето и Луната спрямо Земята (лунно-слънчев календар).
Тъй като периодът на въртене на Земята около Слънцето, средният период на осевото въртене на Земята спрямо Слънцето и периодите на въртене на Луната около Земята не се отнасят едни към други в точни пропорции, във всички съществуващи календари е необходимо да се въведат определени изменения (високосни дни, допълнителни месеци и т.н.), за поддържане на съизмеримост на единиците за измерване на времето, основани на природните астрономически цикли (година, лунен месец и слънчево денонощие).

## Астрономическа година

### Звездна година
| Планета             | Сидерична година       |
| ------------------- | ---------------------- |
| Меркурий            | 87,97 дни              |
| Венера              | 224,7 дни              |
| Земя                | 1 год или 365,2564 дни |
| Луна (около Земята) | 27,322 дни             |
| Марс                | 1,88 години            |
| Астероиди (средно)  | 4,6 години             |
| Юпитер              | 11,86 години           |
| Сатурн              | 29,46 години           |
| Уран                | 84,02 години           |
| Нептун              | 164,78 години          |
| Плутон              | 248,09 години          |
| Хаумея              | 285 години             |
| Макемаке            | 309,88 години          |
| Ерида               | 557 години             |
| Седна               | 12 059 години          |

Звездната година или сидерична година на Земята се равнява на 365,256363 дни (365 дни 6 часа 9 минути 9 секунди) (епоха J2000,0). Това е промеждутъкът от време, в течение на който някое небесно тяло-спътник извършва пълен оборот около главното тяло по отношение на звездите. За Земята това е времето за извършване на една пълна обиколка на Земята около Слънцето спрямо звездите.

### Тропическа година
Тропическата година, известна понякога още като слънчева година, е периодът на завъртане на Земята около Слънцето, или с други думи времето, което изминава, докато Слънцето се завърне на същата позиция на небето, гледано от Земята. Друга дефиниция е: промеждутъкът от време от 1 пролетно равноденствие до следващо. Средната тропическа година е 365 дни, 5 часа, 48 минути и 45,5 секунди. Точната стойност, изчислена на 1 януари 2000 година е 365,242 190 419 дни (365 дни 5 часа 48 минути 45 секунди) (епоха J2000,0).

## Календарна година
Под термина година обикновено се разбира броят на дните от календарната година.
В Юлианския календар се приема, че времето между 2 последователни пролетни равноденствия е 365,25 дни (365 дни 6 часа 00 минути 00 секунди) и дробната част се компенсира, като 1 на всеки 4 години има с 1 ден повече (високосна година), т.е. нормалната календарна година има 365 дни, а високосната – 366 дни.
В него няма нулева година, броенето на годините започва от 1 спрямо новата ера (за което се приема рождението на Христос) и годините се изписват преди или от новата ера. Юлианският век е от 36525 дни и Юлианското хилядолетие от 365250 дни.
1 година има 12 месеца (януари, февруари, март, април, май, юни, юли, август, септември, октомври, ноември и декември). Всеки месец от своя страна има цяло число дни – между 28 и 31, като общият им брой в годината е 365 (366 във високосна година). В астрономията има два вида месеци: синодичен и сидеричен. Синодичен месец е периодът между 2 последователни новолуния, а сидеричен е периодът за 1 пълна обиколка на Луната около Земята спрямо звездите.
Математически погледнато, 1 година има 52 1/7 (52 2/7 за високосна) седмици, с други думи 52 цели седмици. Но ако се броят дните от седмицата, частично попадащи в тази година, тя може да има 53 или 54 седмици.
Ислямският календар съдържа 353, 354 или 355 дни, което се равнява на 12 лунни месеца. Средната продължителност на годината е 354,37 дни, което е по-малко от тропическата година.
Еврейският календар съдържа 353, 354 или 355 дни в обикновена година и 383, 384 или 385 дни във високосна. Средната продължителност на годината е 365,2468 дни, което е много по-близко до тропическата година.

### Обикновена година
За обикновена година по Григорианския календар се приема 365-дневният период от 1 януари до 31 декември, като февруари има 28 дни. Годините, в които има 29 февруари, са високосни.
Тъй като 7×52 = 364, денят от седмицата на 1 януари в обикновена година е същия като на 31 декември, т.е. обикновената година започва и свършва в един и същи ден от седмицата. Така годината, следваща обикновена година, започва на следващия ден от седмицата.

### Високосна година
Високосните години са начин да се привърже календарната година към сезоните. Сезоните се повтарят всяка тропическа година (времето, за което Земята се завърта около Слънцето). Това отнема около 365,2422 дни, така че при фиксиран календар с 365 дни сезоните биха се изместили.
Това се избягва чрез вмъкването на 1 допълнителен ден на всеки 4 години, което увеличава годината на 366 дни. В юлианския и григорианския календари този допълнителен ден се добавя към февруари, който става с 29 дни. Понеже това не е съвсем достатъчно, на всеки 100 години се пропуска 1 високосна година, но се добавя 1 високосна година на всеки 4 века.

## Финансова година
Финансовата година е традиционен период, на който се установява някакъв бюджет – схема от доходи и разходи на определено семейство, бизнес, организация или държава. Друго алтернативно название е бюджетна година или фискална година.
Често финансовата година съвпада с календарната. В Русия например финансовата година започва на 1 януари и завършва на 31 декември. но в САЩ започва на 1 октомври и завършва на 30 септември, докато в Япония е от 1 април до 31 март.
Много университети имат фискална година, която приключва през лятото, за да се съгласуват фискалната година с учебната година, и тъй като училището е обикновено по-малко заето по време на летните месеци. В Северното полукълбо това е от юли в рамките на една година до юни следващата година. В Южното полукълбо това е от януари до декември на една и съща календарна година.

## Учебна година
Учебна година или академична година е цикълът на обучение в образователните институции в рамките на една астрономическа година. Състои се от определен брой учебни седмици и е разделена на няколко по-малки цикли – срокове, семестри и други.
В отделните държави продължителността и организацията на учебната година е различна в зависимост от атмосферните условия, продължителността на деня и други фактори. Традиционно учебната година в България започва на 15 септември и приключва на 15 юни за учениците от V-VIII клас и на 30 юни от VIII-XII клас. За останалите ученици учебната година е по-кратка и зависи от възрастта, явяване на държавни зрелостни изпити и др. От учебната 2012/2013 г. това ще бъде уредено в Закона за предучилищното и училищното образование.

## Нова година
Нова година е празник, при който в дадена култура се отбелязва краят на дадена година и началото на следващата. Всички култури, използващи годишен календар, празнуват в някаква форма Нова година. Посрещането на новата година датира отпреди 4000 години, когато са се организирали празненства в Древен Вавилон.
Краят на предната година е на 31 декември, а началото на новата – на 1 януари.

## Светлинна година
Светлинна година е единица за дължина, представляваща разстоянието, което светлината изминава за 1 година във вакуум. Официално под „година“ се разбира юлианската година, която се равнява на 365 дни и 6 часа.
Използва се в астрономията за измерване на разстояния от порядъка на тези между звездите и галактиките. Светлинна година (ly) е разстоянието, което изминава светлината (със скорост 300 000 км/секунда) за 1 година. 1 светлинна година е еквивалентна на 9,46053×1012 километра, 5 880 000 000 000 мили или 63,240 AU. 3.26 светлинни години се равняват на 1 парсек (пс, pc). Разстоянието от Слънцето до Земята светлината изминава за 8 минути и 20 секунди.

## Езикови особености
В българския език се използва основно думата година, рядко – по-остарялата лето. От нея произлизат думи като столетие.